# Amphisbaena amethysta
Amphisbaena amethysta — вид плазунів з родини амфісбенових. Описаний у 2024 році.

## Поширення
Ендемік Бразилії. Мешкає в гірській системі Серра-ду-Еспіньясу у штаті Баїя. Типове місцезнаходження — муніципалітет Каетіте, штат Баїя, Бразилія (14°21'31" пд. ш., 42°32'19" зх. д.; 1012 м над рівнем моря).

## Назва
Видовий епітет відноситься до мінералу аметисту, який є різновидом кварцу, а також до назви регіону типового місцезнаходження «Brejinho das Ametistas», району, розташованого на південь від муніципалітету Каетите, штат Баїя. Цей регіон був центром видобутку аметисту з початку 20 століття.